# Saldula arenicola
Saldula arenicola är en insektsart som först beskrevs av Clarke H. Scholtz 1847.  Saldula arenicola ingår i släktet Saldula, och familjen strandskinnbaggar. Arten är reproducerande i Sverige.